# Maharishi Mahesh Yogi

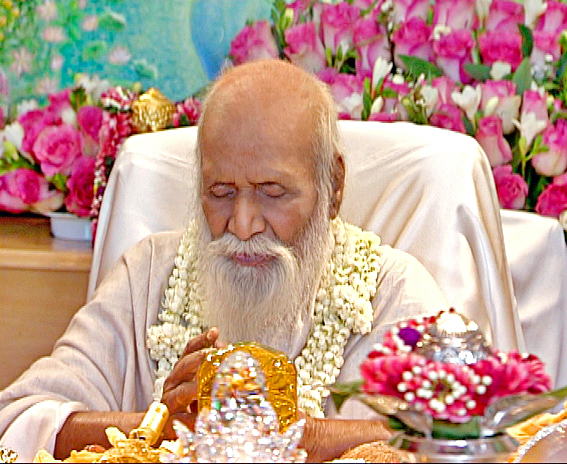
Maharishi Mahesh Yogi (2007).

Maharishi Mahesh Yogi, troligen född 12 januari 1918 (eller 1917) i Pounalulla eller Jabalpur i Madhya Pradesh i Indien, död 5 februari 2008 i Vlodrop i Limburg i Nederländerna, var en indisk guru förknippad med transcendental meditation (TM).
Maharishi studerade vid University of Allahabad där han tog en examen i fysik, för att sedan under tretton år gå i lära hos Swami Brahmananda Saraswati, Shankaracharya i Jyotir Math. År 1955, efter två år av tyst meditation i Himalaya började han lära ut den teknik som senare fick namnet Transcendental Meditation. TM-rörelsen grundades av honom 1957. Han förespråkade enligt indisk tradition även en vegetarisk livsföring.
Popgruppen The Beatles och bland annat Mike Love och Prudence Farrow besökte Maharishi i Indien 1968 och tog intryck av hans filosofi. Detta gäller i synnerhet George Harrison. I oktober 1967 höll Maharishi kurser i TM på Falsterbohus i Skåne, då även George Harrison och Paul McCartney kom på besök.